# メルビン・ペンダー
メルビン・ペンダー（Melvin ("Mel") Pender, Jr.、1937年10月31日 - ）は、アメリカ合衆国の陸上競技選手。1960年代に活躍した男子短距離選手。1968年メキシコシティーオリンピックの金メダリストである。ジョージア州アトランタ出身。

## 経歴
ペンダーは、1955年に米国陸軍に入隊。軍隊で行われたアメリカンフットボールの試合での俊足ぶりが注目され陸上競技を始めることとなった。
1964年東京オリンピックに出場。100mでは、けがのため十分に力が発揮できず、10秒44で7位に終わる。4年後のメキシコオリンピックでは100mで10秒17と好記録を残したものの、6位となりメダル獲得はならなかった。しかし、チャールズ・エドワード・グリーン、ロニー＝レイ・スミスそして100mで9秒95の世界新記録を出したジム・ハインズとともに出場した4×100mリレーでは、38秒24の世界新記録で金メダルを獲得した。
ペンダーは現役引退後、陸上を始めたウェストポイントの陸軍士官学校のコーチとなった。また、ベトナム戦争に兵士として参加。ブロンズスター勲章（青銅星章）を受章。1976年に除隊するときには大尉の地位にあった。

## 主な実績
| 年   | 大会         | 場所                     | 種目         | 結果 | 記録  |
| ---- | ------------ | ------------------------ | ------------ | ---- | ----- |
| 1964 | オリンピック | 東京(日本)               | 100m         | 7位  | 10秒4 |
| 1968 | オリンピック | メキシコシティ(メキシコ) | 100m         | 6位  | 10秒1 |
| 1968 | オリンピック | メキシコシティ(メキシコ) | 4×100mリレー | 1位  | 38秒2 |